# Jean-Robert Ango
Pour les articles homonymes, voir Ango.

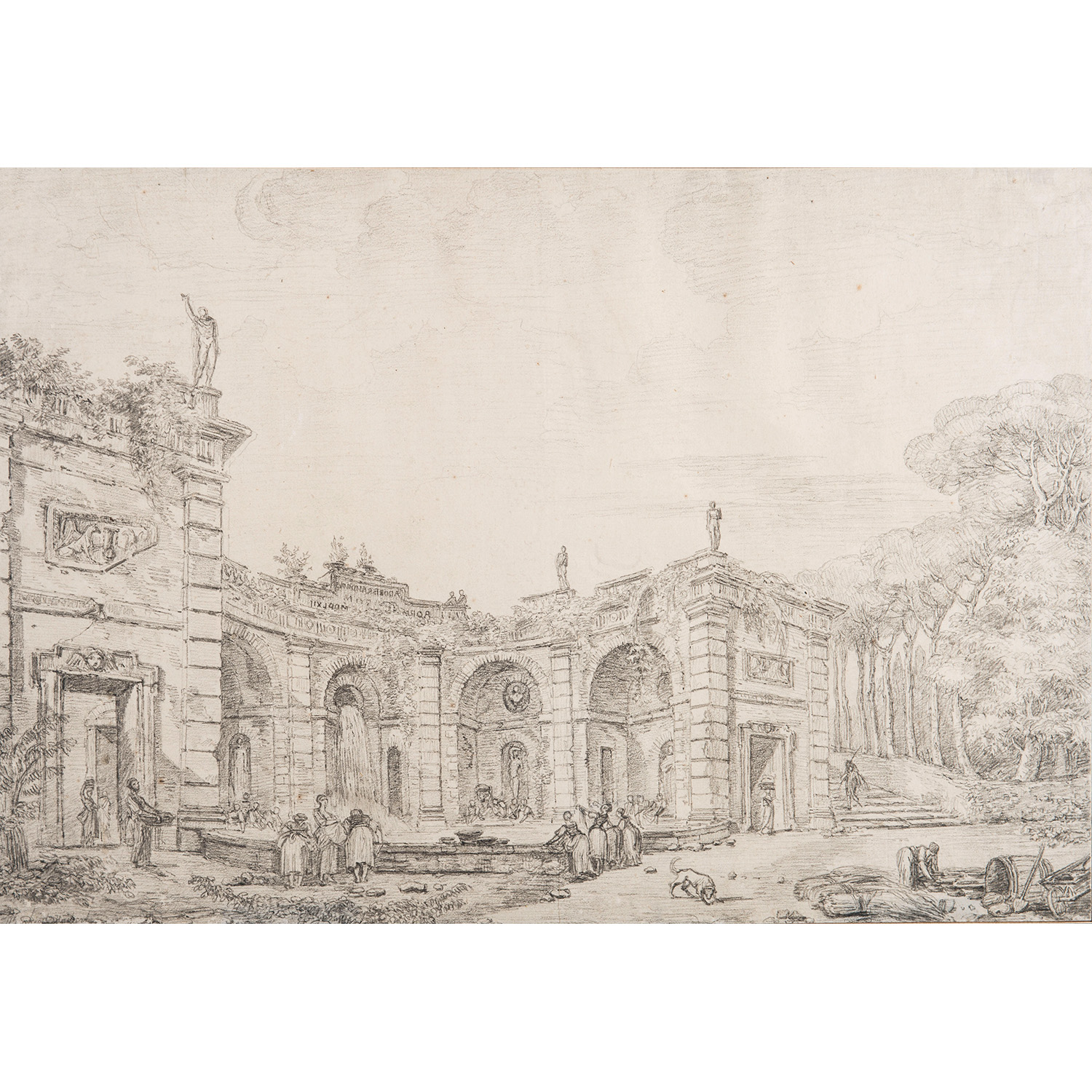
drawing of JR Ango, copy or preparation for Hubert Robert Work

Jean-Robert Ango né vers 1710 et mort à Rome en 1773, est un dessinateur français de la deuxième moitié du XVIIIe siècle connu pour ses copies et sa collaboration avec Hubert Robert et avec Jean-Claude Richard de Saint-Non pour lequel il fournit 27 eaux-fortes et aquatintes pour son ouvrage Voyage pittoresque ou Description des royaumes de Naples et de Sicile (chez Jean-Baptiste Delafosse, Paris, 1781-1786).
Ango signait habituellement ses dessins H. Roberti (H pour Hannibal, son surnom) et Roberti pour Robert de son prénom. Ses dessins furent (et sont toujours) confondus avec ceux de Hubert Robert, nombre d’entre eux étant signé « Roberti ». 
Depuis une dizaine d’années, les collections de divers musées comme ceux de Harvard subissent des réattributions en cascade, bien des dessins de Hubert Robert, en particulier au Louvre restent contestés.

## Œuvres
- Orléans, musée des Beaux-Arts: Saint Paul et saint Barnabé prêchant à Lystre, vers 1760-1770, sanguine sur papier vergé, 29,7 x 30,4 cm[4].